# Glyphoglossus volzi
Glyphoglossus volzi е вид земноводно от семейство Microhylidae.

## Разпространение
Видът е разпространен в Индонезия.